# 董維垿
董維垿（1839年12月27日—1898年3月3日），雲南省賓川州人，字桂城，號子香，以軍功保藍翎五品，光緒乙亥恩貢生，壬午舉人，己丑進士，甘肅正寧縣知縣，有惠政，士民上紫蓋彩額頌之，著有柱城詩文稿。生道光己亥年十一月二十二日，光緒戊戌年二月十一日卒於任。